# آزمایشگاه‌های بل
آزمایشگاه‌های بل (به انگلیسی: Bell Labs) یک پژوهشگاه باسابقه در آمریکا است که الکساندر گراهام بل در سال ۱۸۸۰ آن را بنیان نهاده؛ این پژوهشگاه یکی از بخش‌های تحقیق و توسعه مؤسسه آلکاتل-لوسنت بود که نوکیا در سال ۲۰۱۵ این شرکت را به همراه این آزمایشگاه خرید.
این پژوهشگاه در مورِی هیل در نیوجرسی در آمریکا قرار دارد، و ساختمان و محوطه آن را کوین روشه و ایرو سارینن طراحی کرده‌اند. مجله فنی آزمایشگاه‌های بل از انتشارات این مؤسسه است.